# Johann Richard Seel

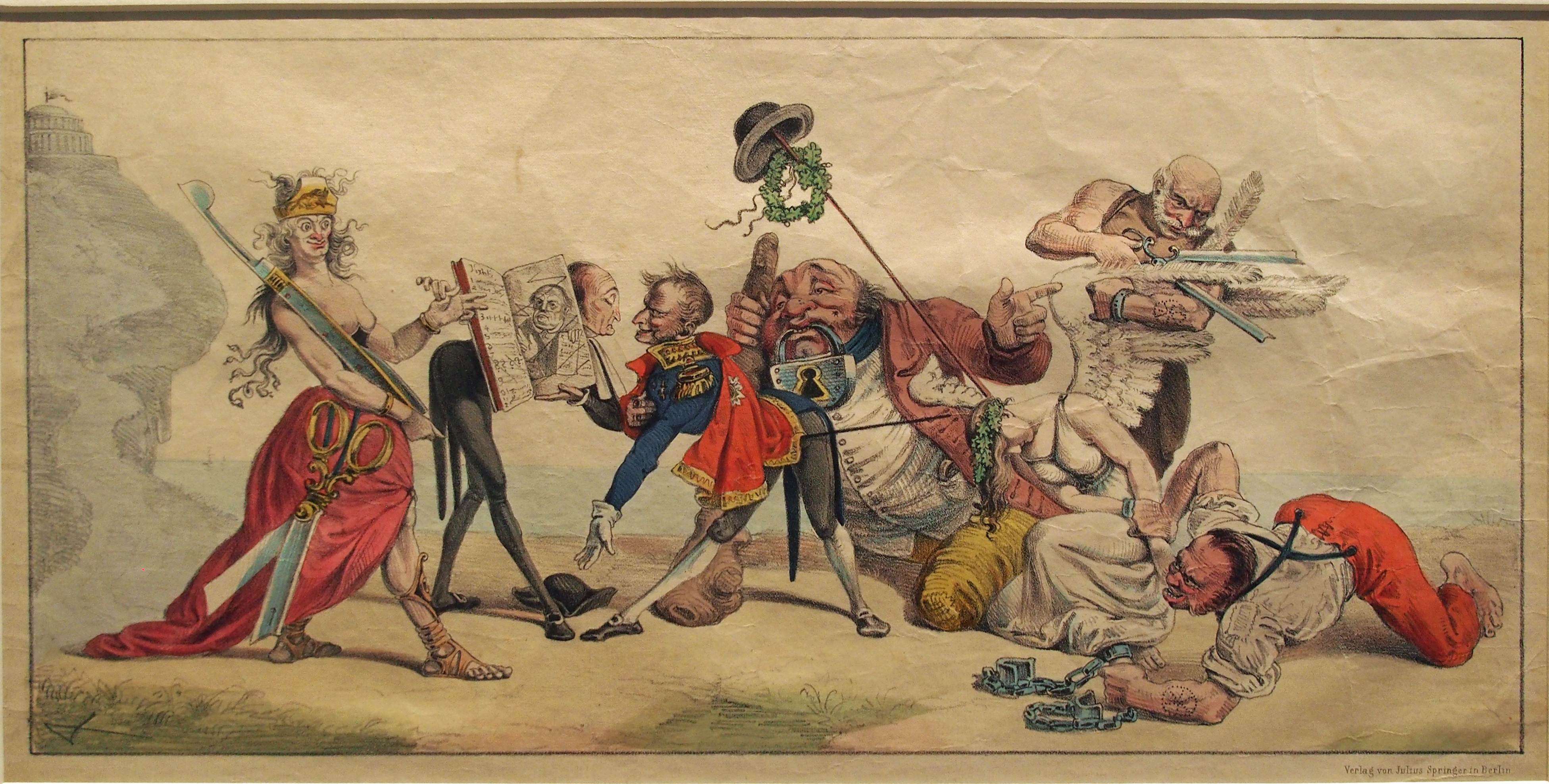
Der deutsche Michel in der Gewalt der Zensur, Karikatur, 1842

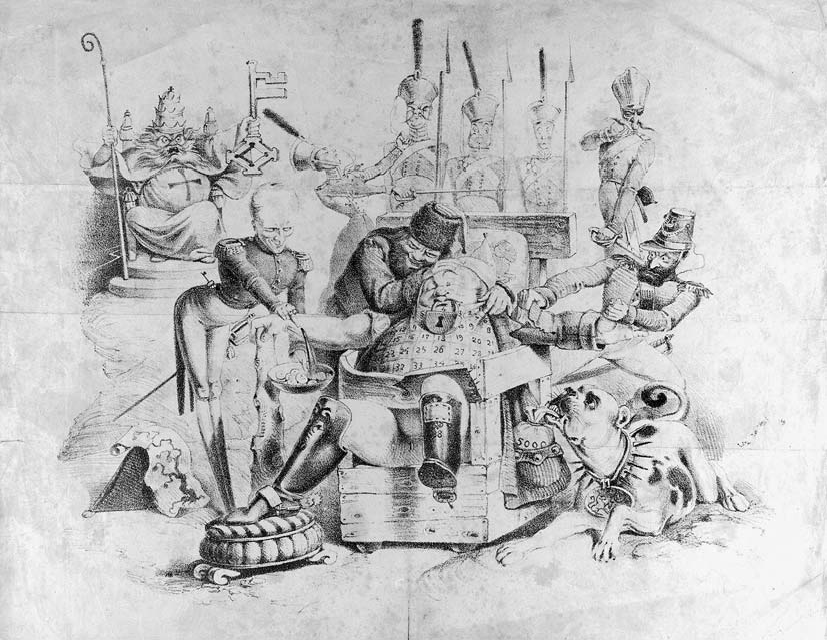
Der deutsche Michel, August 1842, Karikatur, 1842

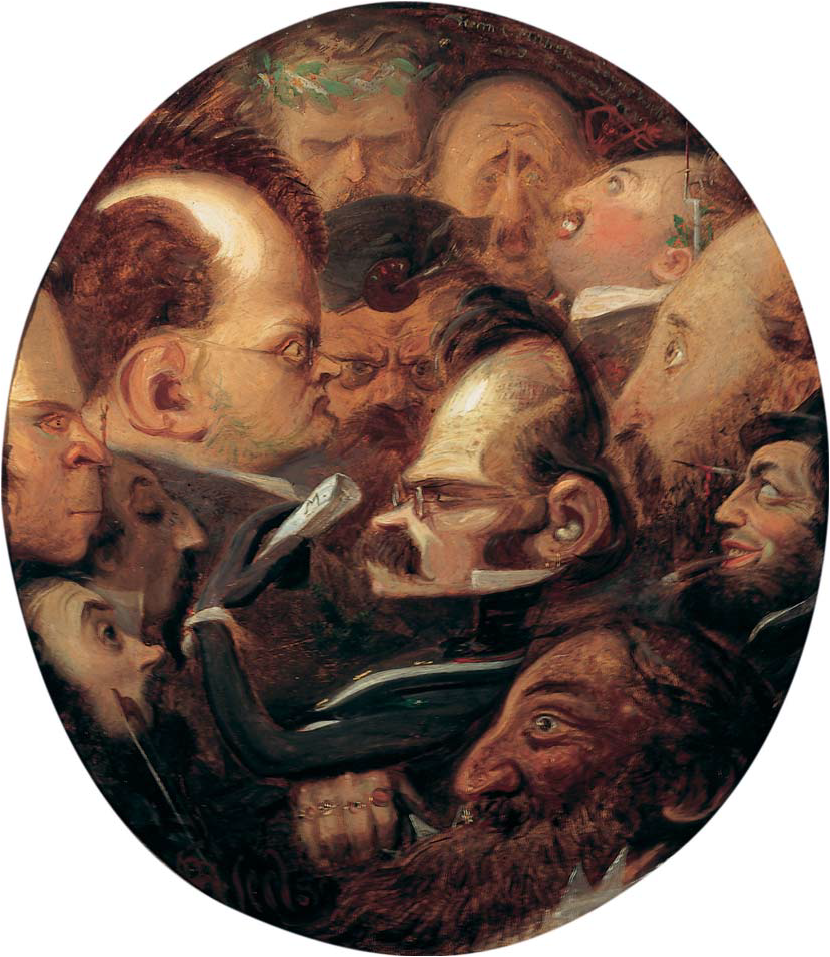
Karikaturen vom Wuppertaler Dichterkreis, u. a. von Carl Siebel, Emil Rittershaus und Carl Michels, 1859

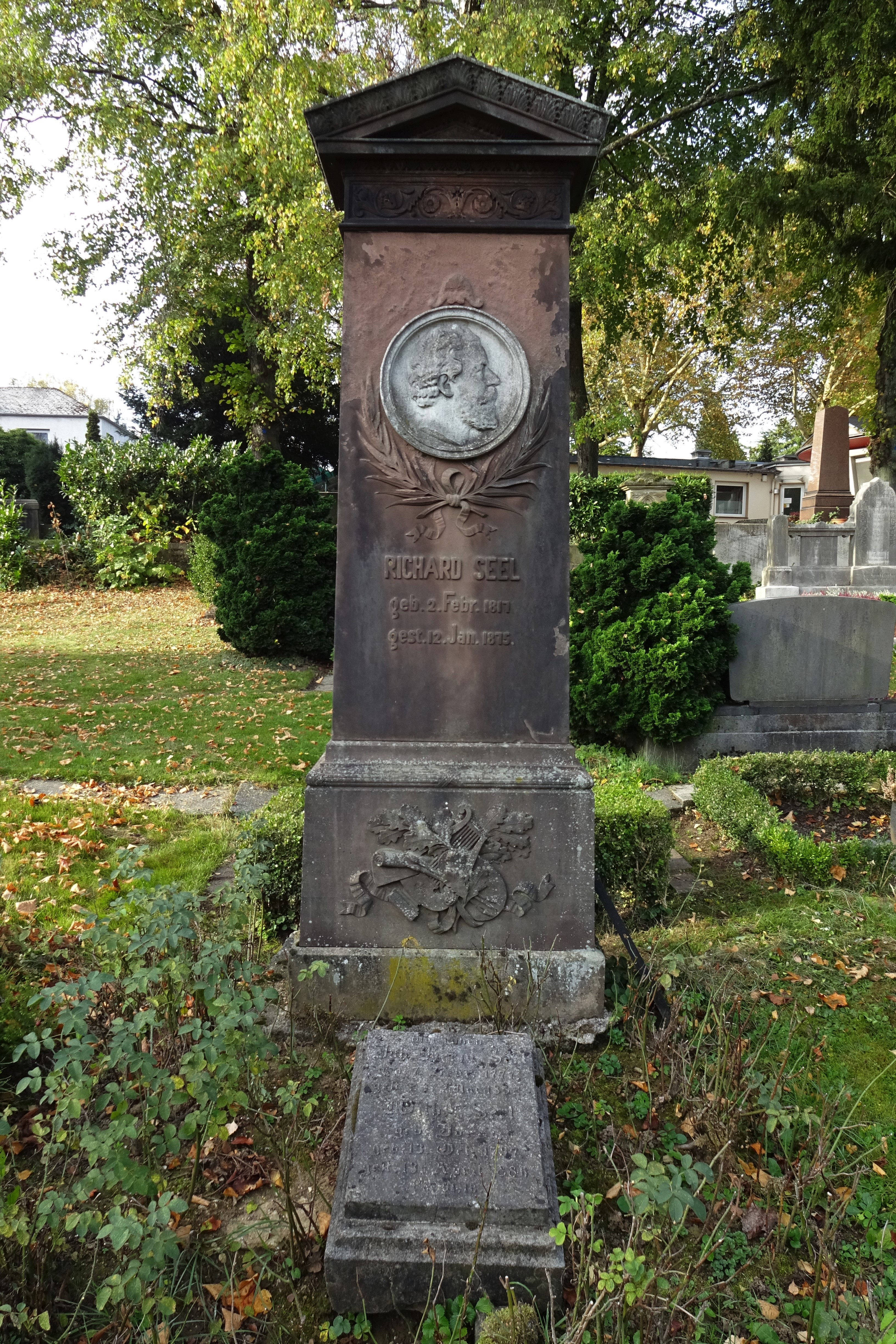
Grabstein auf dem Reformierten Friedhof Hochstraße in Wuppertal. Portraitrelief von Bernhard Afinger

Johann Richard Seel (* 2. Februar 1819 in Elberfeld (heute Stadtteil von Wuppertal); † 12. Januar 1875 ebenda) war ein deutscher Maler, Grafiker und Karikaturist des Vormärz. Er entwarf im Jahr 1842 das bekannte Bild des deutschen Michel.

## Biographie
Seel war der Sohn des Zinngießers Hermann Seel und seiner Frau Wilhelmina, geb. Joest. Er besuchte das Elberfelder Gymnasium bis zur Untertertia 1837 und schloss sich einem Literaturkränzchen an, dem auch Friedrich Engels, Carl de Haas, Friedrich Roeber und Adolf Schults angehörten. Er studierte Malerei ab 1837 an der Königlichen Kunstakademie in Düsseldorf bei Karl Ferdinand Sohn. 1840/41 war er als Einjährig-Freiwilliger in Berlin, wo 1842 seine berühmte Karikatur Der deutsche Michel sowie weitere Karikaturen zu Problemen seiner Zeit entstanden, etwa Die Finanzierung des Kölner Dombaus, Der Eintritt der Zensur und Die radikale Evangelienkritik. Danach ging er 1845 nach Paris und studierte – vermutlich nach Vermittlung durch Clemens Bewer – bei Paul Delaroche. 1848 kehrte er nach Elberfeld zurück, sympathisierte mit dem Gedankengut der Märzrevolution, beteiligte sich jedoch nicht aktiv.
Danach wurde er ein bekannter Porträt- und Landschaftsmaler in Elberfeld und Barmen. Gefördert wurde er durch den Kaufmann und Kunstmäzen Ludwig von Lilienthal. Seel war mit vielen Dichtern des Tals befreundet, wie Adolf Schults, Emil Rittershaus und Carl Siebel. Seel starb nach langer Krankheit in Elberfeld.

## Werke
- Album aus dem Wupperthale hrsg. vom Maler J. Richard Seel, Langewiesche, Barmen 1854